# Rămășițele zilei (film)
Rămășițele zilei (în engleză The Remains of the Day) este un film britanic-american din 1993 regizat de James Ivory⁠(d) în baza romanului publicat sub același nume în 1989 de Kazuo Ishiguro. Adaptat de Ruth Prawer Jhabvala⁠(d) și produs de Ismail Merchant⁠(d),  Mike Nichols și John Calley⁠(d), filmul îl are în rolurile principale pe Anthony Hopkins și Emma Thompson, iar James Fox⁠(d), Christopher Reeve, Hugh Grant, Ben Chaplin și Lena Headey sunt în roluri secundare.
Filmul a fost nominalizat la opt premii Oscar la categoria care cel mai bun film, cel mai bun actor (Hopkins), cea mai bună actriță (Thompson) și cel mai bun scenariu adaptat (Jhabvala). În 1999, Institutul Britanic de Film a inclus Rămășițele zilei pe locul 64 în lista celor mai bune filme britanice din secolul XX.

## Intriga
În Marea Britanie a anului 1958, Stevens, majordom⁠(d) al Darlington Hall, primește o scrisoare de la proaspăt divorțata domnișoară Kenton, o fostă menajeră⁠(d) a conacului. Aceasta îl anunță că fostul lor angajator, contele de Darlington⁠(d), a murit ruinat, reputația sa fiind distrusă de sprijinul acordat Germaniei antebelice. Contele a fost considerat trădător și simpatizant nazist, în ciuda faptului că numeroase personalități ale anilor 1930 îi împărtășeau valorile.
Impunătoarea sa casă de la țară a fost vândută fostului congresman american Jack Lewis. După ce i se permite să împrumute Daimler-ul⁠(d), Stevens pleacă în sud-vestul țării⁠(d) în încercarea de a o convinge pe domnișoara Kenton să revină pe post de menajeră.
Un flashback prezintă sosirea lui Kenton în anii 1930. Domnul Stevens gestionează casă fără probleme și se identifică complet cu meseria sa. Domnișoara Kenton - la fel de esențială, eficace și încăpățânată - este mai prietenoasă și mai puțin rezervată. Între cei doi apar ocazional conflicte, în special cu privire la tatăl lui Stevens, ajutor de majordom, a cărui sănătate precară îl împiedică din a-și îndeplini sarcinile, fapt pe care Stevens refuză să-l recunoască. Acesta continuă să muncească în timp ce tatăl său muribund zace în pat.
Relațiile dintre Stevens și Kenton se îmbunătățesc în cele din urmă, iar aceasta nutrește sentimente față de el. În ciuda relației apropiate, Stevens este distant și complet dedicat funcției de majordom al lordului Darlington. Domnișoara Kenton îl surprinde pe Stevens în timp ce citește un roman de dragoste; stânjenit, acesta susține că dorește să-și dezvolte vocabularul și o roagă să-i respecte viața privată.
Între timp, Darlington Hall este deseori frecventat de politicieni, în mare parte aristocrați britanici și europeni filofasciști. O excepție este congresmanul Lewis care nu este de acord cu lordul Darlington și oaspeții săi, numindu-i pe acești „politicieni gentilomi” amatori, iar Europa „o arenă a Realpolitik”. Mai târziu, oaspetele Geoffrey Wren îi adresează lui Stevens o serie de întrebări politice și economice la care nu răspunde. Wren spune că această reacție denotă ignoranța clasei de jos și încheie conversația cu QED.
Prim-ministrul Chamberlain și ambasadorul german se întâlnesc în încercarea de a păstra pacea între cele două țări. În timpul acestor evenimente și după dezvăluirea legilor rasiale naziste, Darlington îi spune lui Stevens să le concedieze pe cele două servitoare recent angajate pe motiv că sunt evreice⁠(d). Domnișoara Kenton amenință că va demisiona dacă acestea vor fi concediate, dar mai târziu mărturisește că nu poate deoarece nu are familie și nu are unde să meargă. Aceasta consideră că pe Stevens nu l-a interesat soarta fetelor. Mai târziu, când lordul Darlington dorește reangajarea celor două, nici Stevens, nici Kenton nu reușesc să le găsească.
Finul lordului Darlington, jurnalistul Reginald Cardinal, este îngrozit de întâlnirile secrete din Darlington Hall. Acesta este de acord cu congresmanul Lewis și îi spune lui Stevens că unchiul său este folosit de naziști. În ciuda indignării finului, Stevens nu-și denunță sau critică stăpânul, considerând că nu este în măsură să-i judece deciziile.
Între timp, domnișoara Kenton dezvoltă o relație cu un fost coleg de serviciu, Tom Benn, care o cere în căsătorie și îi propune să administreze împreună o pensiune pe coasta de vest. Această veste se dorește a fi un ultimatum pentru Stevens, însă acesta refuză să recunoască că nutrește sentimente față de ea și îi oferă doar felicitări. Keton părăsește Darlington Hall înainte de începutul celui de-al Doilea Război Mondial.
Povestea revine în 1958, cu Stevens pe drum către întâlnirea cu domnișoara Kenton. Rămas fără combustibil, oprește la un bar unde localnicii îl confundă cu un aristocrat, iar acesta alege să nu-i corecteze. Doctorul Carlisle, medic de familie din zonă, vorbește cu acesta și conștientizează că este un servitor, însă nu spune nimic. În dimineața următoare, îi aduce combustibilul promis și află că acesta este într-adevăr majordom. Stevens îi explică dilema din bar și Carlisle, fascinat, îi cere acestuia opinia față de acțiunile lordului Darlington. La început neagă că l-ar fi cunoscut, dar mai târziu recunoaște că i-a fost servitor și că l-a respectat. Stevens susține că nu era în măsură să-l aprobe sau dezaprobe, era un simplu majordom. Cu toate acestea, confirmă că Darlington a recunoscut că a fost prea credul și atracția sa față de nazism o greșeală. Deși lordul nu a reușit să-și corecteze teribila decizie, Stevens se pregătește să o corecteze pe a sa.
Se întâlnește cu domnișoara Kenton  - doamna Benn încă, în ciuda divorțului - și cei doi se lasă copleșiți de amintiri. Stevens menționează că finul lordului Darlington, Reginald Cardinal, și-a pierdut viața în război, iar lordul Darlington a murit în mizerie după război când a intentat un proces pentru defăimare unui ziar și a pierdut.
Domnișoara Kenton refuză oferta de a reveni la Darlington Hall deoarece dorește să rămână lângă fiica ei însărcinată. S-ar putea să se întoarcă la soțul ei pentru că, deși este nefericită de mulți ani, acesta are nevoie de ea. Cei doi se despart, supărați, și își continuă viețile. După ce se întoarce la Darlington Hall, Lewis îl întreabă pe Stevens dacă își amintește de vremurile de mult apuse, iar acesta îi răspunde că era mult prea ocupat cu sarcinile. În ultima scenă, un porumbel este prins în hol și eliberat, lăsând în urma sa Darlington Hall și pe Stevens.

## Distribuție
- Anthony Hopkins - domnul James Stevens
- Emma Thompson - domnișoara Sarah „Sally” Kenton (mai târziu doamna Benn)
- James Fox⁠(d) - contele Darlington (lordul Darlington)
- Christopher Reeve - congresmanul Jack Lewis
- Peter Vaughan⁠(d) - domnul William Stevens („Domnul Stevens Sr.”)
- Hugh Grant - Reginald Cardinal (finul lordului Darlington)
- John Haycraft⁠(d) - gazda licitației
- Caroline Hunt - Landlady
- Michael Lonsdale - Dupont d'Ivry
- Jeffry Wickham⁠(d) - vicontele Bigge
- Paula Jacobs⁠(d) - domnul Mortimer
- Ben Chaplin - Charlie
- Steve Dibben - George
- Abigail Harrison - cameristă
- Rupert Vansittart⁠(d) - Sir Geoffrey Wren
- Patrick Godfrey⁠(d) - Spencer
- Peter Halliday⁠(d) - preotul Tufnell
- Peter Cellier⁠(d) - Sir Leonard Bax
- Frank Shelley - prim-ministrul Neville Chamberlain
- Peter Eyre⁠(d) - al 3-lea viconte al Halifax⁠(d) (lordul Halifax)